# Sophrony (Szaharov)
Szent Sophrony (Moszkva, 1896. szeptember 23.  – Tolleshunt Knights, Essex, 1993. július 11. ), Sophrony atya néven is ismert, archimandrita és a huszadik század egyik neves aszkéta keresztény szerzetese volt. Szent Silouan athoni tanítványa és életrajzírója, Szent Silouan műveinek összeállítója, valamint a Keresztelő Szent János kolostor alapítója Tolleshunt Knightsban, Essexben. 
A Konstantinápolyi Ökumenikus Patriarchátus 2019. november 27-én avatta szentté.

## Életpályája

### A kezdetek
1896. szeptember 23-án Szergej Szemjonovics Szaharov (oroszul: Серге́й Семёнович Са́харов) ortodox szülőktől született Oroszországban. Nagy családban nőtt fel, négy testvérrel és négy nővérrel. Kisgyermekként magához vette az ima szellemét a dadájától, aki magával vitte a templomba, és egyszerre akár háromnegyed órát is imádkozott. Sergei már gyermekkorában azt állította, hogy megtapasztalta a Teremtetlen Fényt, amelyet később úgy ír le, mint a fényként megnyilvánuló Jézus Krisztust. Széles körben olvasott, köztük olyan orosz nagyokat, mint Gogol, Turgenyev, Tolsztoj, Dosztojevszkij és Puskin.
Nagy művészi tehetségének köszönhetően Sakharov 1915 és 1917 között a Művészeti Akadémián, majd 1920 és 1921 között a moszkvai festészeti, szobrászati és építészeti iskolában tanult. A művészetet "kvázi misztikus" eszközként használta, "az örök szépség felfedezésére", "áttörésre a jelen valóságán"...a lét új horizontjaiba."
Sakharov mivel a Moszkvai Iskolában végzett tanulmányai körüli időkben úgy látta, hogy a kereszténység a személyes szeretetet szükségszerűen végesnek tartja, elhagyta az ortodox hitet és az Abszolútomra épülő indiai misztikus vallásokba mélyedt.
1921-ben Sakharov elköltözött Oroszországból: részben azért, hogy Nyugat-Európában folytassa művészi pályafutását, részben pedig azért, mert nem volt marxista. Olaszországi útja után, Berlinbe utazott, majd 1922-ben Párizsban telepedett le.
1922-ben Sakharov Párizsba érkezett, ahol művészeti kiállításai felkeltették a francia média figyelmét. Frusztrálta, hogy a művészet képtelen kifejezni a tisztaságot. Úgy látta, a racionális tudás nem tud választ adni a legnagyobb kérdésre, a halál problémájára. 1924-ben, miután felismerte, hogy Jézus Krisztus Isten szeretetére vonatkozó előírása nem pszichológiai, hanem ontológiai Nagyszombaton visszatért a kereszténységhez. Megtapasztalta a Teremtetlen Fényt és ennek következtében eltávolodott művészetétől. A Szent Szergiusz Ortodox Teológiai Intézet első diákjai között Sakharov is ott volt. Itt Szergiusz Bulgakov atya és Nicholas Berdyaev is tartott előadásokat; mindazonáltal, bár mindkettő hatással volt rá, a velük kapcsolatos problémák miatt (szofiológia és aszkézis ellenesség) befolyásuk nem volt teljes. 1925-ben Sakharov úgy találta, hogy a formális teológiai tanulmányok korlátozottak, elhagyta Párizst és az Athos-hegyre ment.

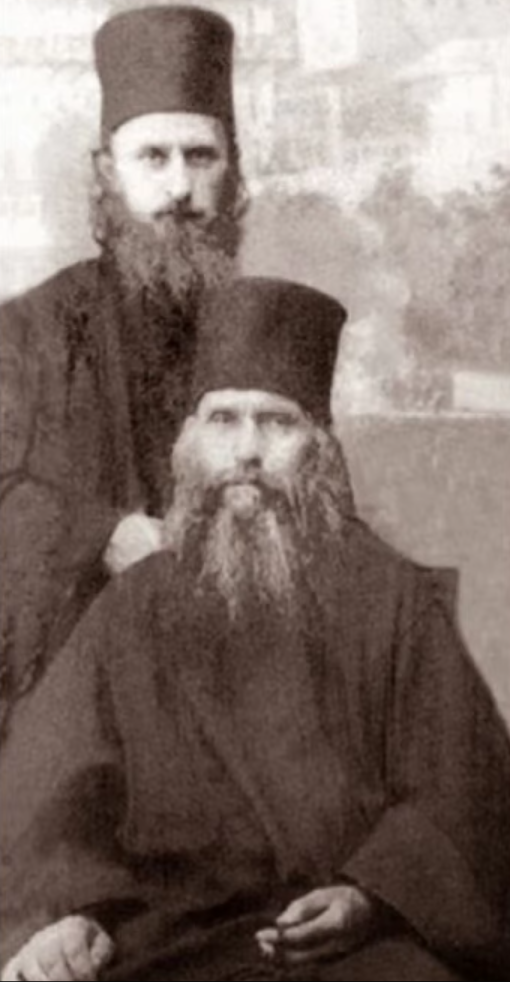
Szent Silouannal

1926-ban Sakharov megérkezett az Athos-hegyre, belépett a Szent Panteleimon-kolostorba, ahol el szerette volna sajátítani az Istenhez való helyes viszonyulást. 1930-ban Zicha-i Szent Miklós (Velimirovics) diakonussá szentelte. Athoni Szent Silouan tanítványa lett, aki a legnagyobb hatást gyakorolta rá. Míg Szent Silouan nem követett formális vallási rendszert, teológiája tanító erejű volt, melyet később Sophrony atya rendszerezett. 1932 és 1946 között Sophrony atya David Balfourral levelezett, aki egy katolikus hitről áttért ortodox pap volt. Ezek a levelek feltárják Sophrony atya számos egyházatyáról szóló tudását, mely arra késztette Sophrony atyát, hogy megfogalmazza teológiai gondolatait, és bemutassa a nyugati és a keleti gondolkodás közötti különbségeket. Sophrony atya későbbi gondolatai közül sok az e levelezésben tárgyalt témákból fakad.
1938-ban St Silouan elhunyt (szeptember 24-én). Szent Silouan utasításait követve Sophrony atya elhagyta a kolostort, hogy először Karuliában, majd a Szent Pál kolostor közelében lévő barlangban lakjon. A második világháború Sophrony atya egészségi állapotát megviselte, és az emberiség egymásrautaltságára hívta fel figyelmét. 1941-ben Sophronyt pappá szentelték, és sok más Athoni szerzetes lelki vezetője lett.
1947-ben, nemsokkal a második világháború után, a körülmények arra kényszerítették Sophrony atyát, hogy Párizsba költözzön.Ezek a körülmények a következők lehettek: Szent Silouan műveinek kiadása, teológiai tanulmányainak befejezése, egészségi állapotának romlása, esetleg a görög állampolgárság hiánya. Balfour segített neki útlevelet szerezni. Sophrony a Russian House-ban, egy idősek otthonában telepedett le St Genevieve-des-Bois-ban, ahol a helyi papot segítette, és gyóntató atyaként tevékenykedett. Nagyobb műtéten is átesett gyomorfekélye miatt.
1948-ban Sophrony atya elkészítette a Szent Silouanról szóló első nyomtatásban is megjelenő könyvét. Ebben Sophrony felvázolta Szent Silouan teológiai alapelveit, és sok alapvető fogalmat elmagyarázott (az egész világért való imádságot, az emberiség összekapcsolódásának gondolatát). 
1952-ben Sophrony atya elkészítette Szent Silouanról szóló könyvének második kiadását. Ez a könyv nagy hírnevet szerzett mind Szent Silouannak, mind Sophrony atyának, és tartalmazott egy teológiai bevezetést is Szent Silouan műveihez.

### Essex, Anglia
1958-ra sok ember kereste Sophrony atya közelségét és a szerzetesi életet. Tolleshunt Knightsban, Essexben, Angliában 1959-ben megalakult a Keresztelő Szent János Közösség Sourozh Anthony (Bloom) metropolita vezetésével. A kolostorban szerzetesek és apácák is vannak. 
1973-ban jelent meg Az Athos-hegy szerzetese (Szent Silouan élete) teljesebb fordítása, míg 1975-ben Mount Athosi bölcsesség (Szent Silouan írásai) került nyomtatásba. 1977-ben megjelenik az Élete az enyém. A We Shall See Him As He Is 1985-ben jelent meg, vegyes kritikák mellett: a nyugati olvasók általában élvezték a könyvet, míg az oroszok kritikusabbak voltak.

### Halála körüli és utáni események
A kolostort arról tájékoztatták, hogy csak úgy temetkezhet a birtokán, ha egy földalatti kriptát épít; Sophrony atya kijelentette, hogy addig nem fog meghalni, amíg a kripta el nem készül. Aztán, miután közölték a várható befejezés dátumát, 1993. július 12-ét, Sophrony atya azt válaszolta, hogy „készen fog állni”. 1993. július 11-én Szent Sophrony meghalt, temetésére, 14-én a világ minden tájáról érkeztek szerzetesek. Sophrony atya halálakor 25 szerzetes volt a kolostorban, ez a szám azóta csak nő.
Erzsébet anya, a legidősebb apáca nem sokkal ezután, 24-én halt meg. Ez összhangban volt Szent Sophrony szavaival: „ő hal meg először, és Erzsébet anya követi őt."
Az imádságról, amely Szent Sophrony imával kapcsolatos gondolatait tartalmazza (különösen a Jézus imát) posztumusz jelent meg. Később unokaöccse, Nicholas Sakharov is publikált egy átfogó művet Sophrony teológiájáról. Sakharov felhívta a figyelmet Szent Sophrony „értő szív” filozófiájára, melyet szembeállítottak a „hegeli öntudatos gondolkodó elmével”. Sophrony számos orosz gondolkodóra volt hatással.
2019. november 27-én az Ökumenikus Patriarchátus bejelentette Sophrony atya szentté való dicsőítését.

## Könyvek
- A torzítatlan kép: Staretz Silouan, 1866–1938, 1948, 1952. Faith Press, 1958 (ISBN B0007IXVB0)
- Az Athos-hegy szerzetese: Staretz Silouan 1866–1938, Mowbray, 1973 ISBN 0-264-64618-5 St. Vladimir's Seminary Press, 1997 ISBN 0-913836-15-X
- Mount Athosi bölcsesség: Staretz Siloan írásai 1866–1938, St. Vladimir's Seminary Press, 1975 ISBN 0-913836-17-6
- His Life is Mine, St. Vladimir's Seminary Press, 1977 (ISBN B000B9E2WW). St. Vladimir's Seminary Press, 1997 ISBN 0-913836-33-8
- Olyannak fogjuk látni, amilyen, 1985. Essex, Anglia: Stravropegic Keresztelő Szent János kolostor, 1988
- Saint Silouan, az Athonite, Stavropegic Keresztelő Szent János kolostor; 1. kiadás, 1996
- Az imáról, Stavropegic Keresztelő Szent János kolostor, 1998 ISBN 1-874679-14-2
- Törekvés Isten megismerésére: Levelezés David Balfourral , Keresztelő Szent János-kolostor, 1. kiadás, 2016 ISBN 978-1-909649-06-4
- Igazság és élet , Stavropegic Keresztelő Szent János-kolostor, 1. kiadás, 2014 ISBN 978-1-874679-96-7
- Levelek családjának , Stavropegic Keresztelő Szent János-kolostor, 2. kiadás, 2023 ISBN 978-1-909649-01-9
- Az élet szavai , Stavropegic Keresztelő Szent János-kolostor, 2. kiadás, 2015 ISBN 1-874679-16-9
- Figyeljetek, szeretett testvéreim , Keresztelő Szent János Stavropegic kolostor, 2. kiadás, 2021ISBN 978-1-909649-57-6
- A keresztény élet misztériuma , Keresztelő Szent János stavropegic kolostor, 1. kiadás, 2022 ISBN 978-1-909649-90-3
- A magány keresztje: Szent Sophrony és Georges Florovsky főpap levelezése Szent Tikhon kolostornyomdája, 2021 ISBN 978-1-7361723-1-5

### Életrajzi
- Zakariás archimandrita : Krisztus a mi utunk és életünk. "Sophrony archimandrita teológiájának bemutatása." ISBN 1-878997-74-2
- I Love Therefore I Am szerző: Nicholas V. Sakharov. St. Vladimir's Seminary Press, 2003 ISBN 0-88141-236-8
- Ismerek egy embert Krisztusban: Elder Sophrony the Hesychasta és Theologist by Hierotheos (Vlachos). Holy Monastery of the Birth of the Theotokos, 2015 ISBN 960-7070-89-5
- Theoria

## Online források
- https://essexmonastery.com/saint-sophrony-the-athonite/
- Archimandrite Sophrony (Sakharov). Sophrony.narod.ru. (Hozzáférés: 2019. június 26.)
- Hieromonk Gregory. Archimandrite Sophrony Falls Asleep In The Lord. Sophrony.narod.ru. (Hozzáférés: 2019. június 26.)
- Hieromonk Nicholas (Sakharov). The Theology of Archimandrite Sophrony. Chapter I.. Sophrony.narod.ru. (Hozzáférés: 2019. június 26.)
- https://orthochristian.com/124899.html
- Saint Sophrony the Athonite: Short Biography. Community of St John the Baptist, Essex. (Hozzáférés: 2023. május 4.)

- Interjú Hierotheos archimandritával Sophrony elderről, részlet az Isteni felemelkedésből.
- https://www.youtube.com/watch?si=idHGeG9JyKTguDE1&v=mvZARLkQmLk&feature=youtu.be